# Дуайер, Горди
Горди Рик Дуайер (англ. Gordie Rick Dwyer; род. 25 января 1978, Дэлхаузи, Нью-Брансуик) — канадский хоккеист и тренер.

## Биография
Родился Горди Дуайер 25 января 1978 года в городе Дальхузи провинции Нью-Брансуик Канады. Играл в молодёжных и юниорских лигах Канады. В НХЛ дебютировал в сезоне 1999/00 за команду «Тампа-Бэй Лайтнинг». Всего в НХЛ отыграл 5 сезонов: 3 за «Тампу», половину сезона за «Нью-Йорк Рейнджерс» и полтора сезона — за «Монреаль Канадиенс». В национальной хоккейной лиге сыграл 108 матчей, 5 раз отличился голевой передачей.
Выступал также за шведский «Эребру» и немецкий «Швеннингер Уайлд Уингз». Карьеру игрока завершил в 2009 году, а уже в следующем сезоне возглавил команду из одной из молодёжных лиг Северной Америки. В 2015 году был назначен главным тренером клуба КХЛ «Медвешчак». В январе 2017 года специалист покинул команду и возглавил швейцарский клуб «Амбри-Пиотта». В июне 2017 года возглавил минское «Динамо».
Возглавлял сборную Канады на зимних юношеских Олимпийских играх 2020 года в Лозанне.

## Достижения
- Чемпион QMJHL: 1995
- Обладатель Кубка Шпенглера: 2016 (ассистент главного тренера)